# NGC 1342
NGC 1342 (другое обозначение — OCL 401) — рассеянное звёздное скопление в созвездии Персея.
Этот объект входит в число перечисленных в оригинальной редакции «Нового общего каталога».
Четыре звезды-члена скопления были определены как «химически пекулярные».